# Bla Bla Land
Bla Bla Land — совместный мини-альбом российских рэперов Yanix и Thomas Mraz, выпущенный 27 сентября 2017 года. Всего в миньон вошло 7 композиций, 2 из которых были выпущены ранее в качестве синглов.

## Реакция
- Хип-хоп-портал The Flow расположил мини-альбом на 30 место в списке 50 лучших отечественных альбомов 2017 года[5].
- По итогам голосования читателей The Flow, мини-альбом Bla Bla Land занял четвёртое место в категории «Лучший EP 2017 года»[6].
- Сайт «Канобу» поместил трек «Хочу к тебе» в свой топ-50 лучших песен 2017 года в категории «Русская музыка»[7].

## Отзывы
В рецензии на мини-альбом Bla Bla Land дуэта Yanix и Thomas Mraz, опубликованной в журнале «Афиша.Daily», Алексей Алёшин характеризует коллаборацию двух музыкантов как неожиданную, но при этом удачную. Совместная работа, по мнению критика, представляет собой высококачественный материал. Значительный вклад в успех EP, по словам Алёшина, принадлежит музыкальному продюсеру Lil Smooky, четыре трека из семи принадлежат его авторству. Остальные композиции также отмечены рецензентом как удачно подобранные. Яникс демонстрирует свой привычный стиль, мастерски используя панчлайны и игру слов (примером служат строки из трека «Не бери трубку»: «Да, я бог для моей мамы, в меня верит мама./Знаю, она знала то, что поздно или рано. <…> Я смогу расправить свои гребаные крылья/…будто двери Lambo Gallarado»). Thomas Mraz, в свою очередь, подтверждает свою репутацию талантливого мелодиста, создавая запоминающиеся вокальные партии и дополняя их точными и выразительными строками (например, в треке «Хочу к тебе»: «Ты раскрывала мой талант сто тысяч очень сладких раз,/И я бы мог тебя вернуть, но я боюсь банальных фраз»). Рецензент, подводя итог, называет «Bla Bla Land» одним из лучших релизов в своём жанре за последнее время, отмечая отсутствие ненужных или слабых треков.

## Список композиций
| №                   | Название                  | Длительность |
| ------------------- | ------------------------- | ------------ |
| 1.                  | «Хочу к тебе»             | 4:01         |
| 2.                  | «Не сплю»                 | 2:46         |
| 3.                  | «Когда она проходит мимо» | 3:33         |
| 4.                  | «Бла Бла Лэнд»            | 2:49         |
| 5.                  | «Не бери трубку»          | 3:26         |
| 6.                  | «Большая рыба»            | 2:43         |
| 7.                  | «Ты ещё со мной здесь»    | 2:09         |
| Общая длительность: | Общая длительность:       | 21:27        |

## Чарты
| Год  | Чарты                   | Высшая позиция |
| ---- | ----------------------- | -------------- |
| 2017 | Украина (Apple Music)   | 3              |
| 2017 | Россия (Apple Music)    | 5              |
| 2017 | Казахстан (Apple Music) | 11             |
| 2017 | Россия (iTunes)         | 33             |
| 2019 | Украина (Apple Music)   | 20             |

| Год  | Чарты                 | Песня                  | Высшая позиция |
| ---- | --------------------- | ---------------------- | -------------- |
| 2021 | Украина (Apple Music) | «Хочу к тебе»          | 10             |
| 2021 | Украина (iTunes)      | «Хочу к тебе»          | 49             |
| 2025 | Беларусь(Spotify)     | «Хочу к тебе»          | 95             |
| 2021 | Украина (Apple Music) | «Ты ещё со мной здесь» | 63             |
| 2021 | Украина (Apple Music) | «Не сплю»              | 97             |